# Cadorna (métro de Milan)
Pour les articles homonymes, voir Cadorna.
Cadorna est une station des lignes 1 et 2 du métro de Milan, située piazzale Luigi Cadorna, devant la gare de Milan-Cadorna.